# Eri Hemubatu
Eri Hemubatu –también escrito como Erihemubatu– (23 de enero de 1991) es un deportista chino que compite en judo. Ganó una medalla de bronce en el Campeonato Asiático de Judo de 2021, en la categoría de –100 kg.

## Palmarés internacional
| Campeonato Asiático | Campeonato Asiático | Campeonato Asiático | Campeonato Asiático |
| Año                 | Lugar               | Medalla             | Categoría           |
| ------------------- | ------------------- | ------------------- | ------------------- |
| 2021                | Biskek (Kirguistán) | Medalla de bronce   | –100 kg             |